# Patrick Angus

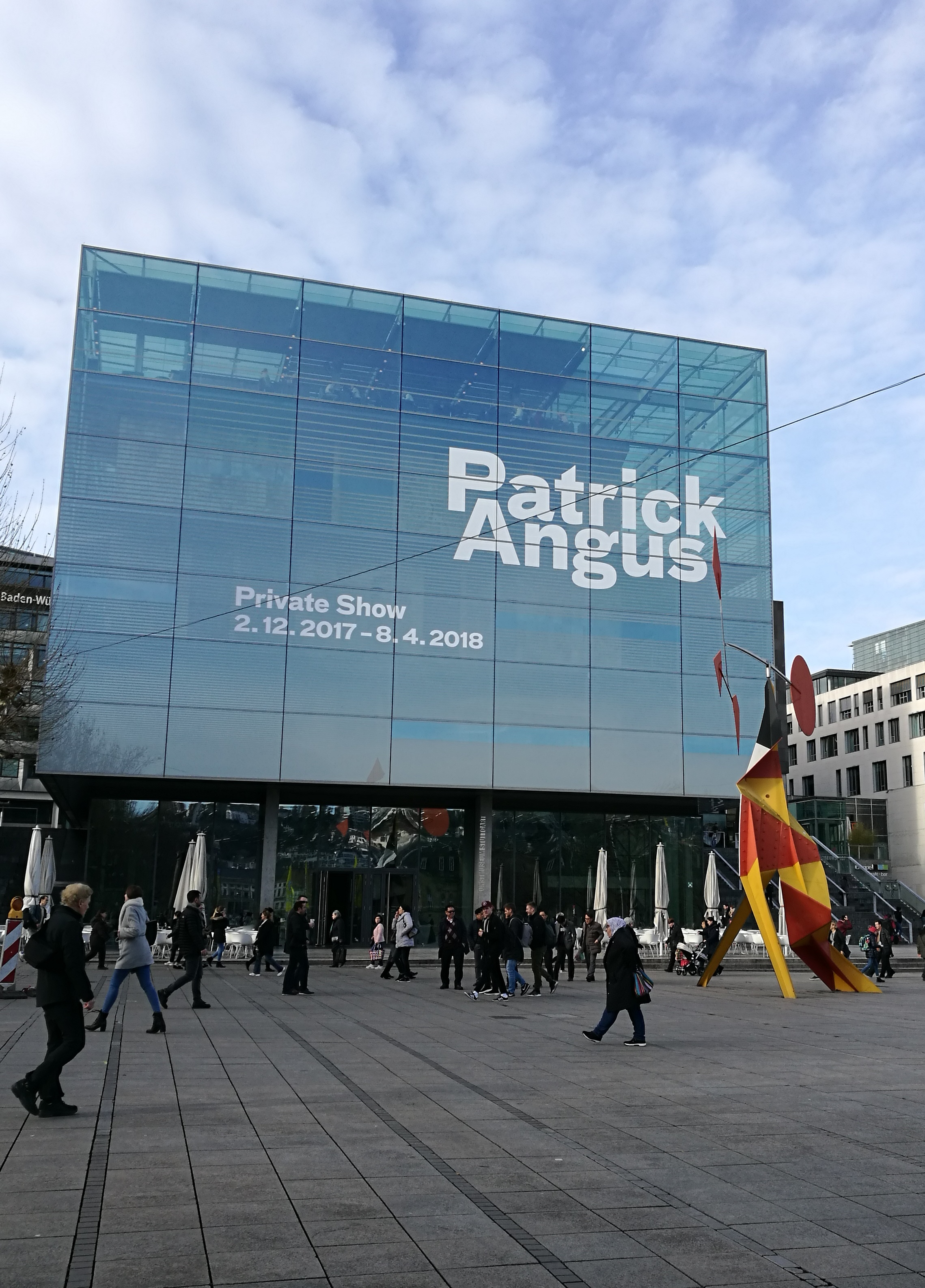
Patrick Angus: Ausstellung in Stuttgart 2017–18

Patrick Angus (geboren am 3. Dezember 1953 in Nord-Hollywood, Kalifornien; gestorben am 13. Mai 1992 in New York City) war ein amerikanischer Maler des Amerikanischen Realismus. Er gab dem schwulen Leben in den Vereinigten Staaten der späten 1970er und 1980er Jahre einen bleibenden künstlerischen Ausdruck. Er starb im Alter von 38 Jahren an AIDS.

## Leben
Patrick Angus wurde in Nord-Hollywood geboren. Seine Mutter war Betty Angus. Die Familie zog bald nach Santa Barbara (Kalifornien), wo Patrick Angus aufwuchs. Schon in jungen Jahren hatte er den Wunsch, Maler zu werden und erhielt Unterricht bei der Porträtmalerin Alice Simmons Randolph. Auch sein Kunstlehrer an der Highschool, William Morez, förderte sein Talent, indem er ihn mit den Alten Meistern wie Eugenio Lucas Velázquez, Tizian und Peter Paul Rubens bekannt machte, aber auch dem amerikanischen Realismus von Jack Levine. Mit 17 Jahren schrieb er sich am Santa Barbara Community College ein und lernte durch seinen dortigen Lehrer Robert Frame die Werke von Henri Matisse, Claude Monet, Pablo Picasso und Richard Diebenkorn kennen.
Im Jahr 1974 erhielt Angus ein Stipendium für das Santa Barbara Art Institute. Er kam in Kontakt mit dem Abstrakten Expressionismus, der New York School und den Werken von David Park (1911–1960), Elmer Bischof (1916–1991) und Paul Wonner (1920–2008). Wegweisend war dann die Begegnung mit den Werken des britischen Malers David Hockney, der in Kalifornien lebte und ihm durch die selbstbewusste sexuelle Freiheit und den offen homoerotischen Blick in seinen Bildern inspirierte und ermutigte. In dieser Zeit entstand das ausdrucksstarke Bildnis eines jungen Mannes vor gelben Hintergrund Untitled (Yellow Boy) 1974. Seine eigene Homosexualität war ihm bewusst, seit er 15 Jahre alt war, aber erst die Begegnung mit dem Lebensstil des damals schon etablierten Hockney half ihm, diese auch zu leben. Nach einem ersten Versuch, in Los Angeles Fuß zu fassen, zog Angus 1976 allerdings zunächst zurück nach Santa Barbara, da ihm die finanziellen Mittel fehlten, um an der glamourösen Schwulenszene in Los Angeles teilzuhaben. Dort machte er die Bekanntschaft mit Gary Brown, der als Professor am College of Creative Studies an der University of California lehrte und von dem Angus später aussagte, in ihm sei ihm der „erste denkende schwule Mensch“ begegnet.
1979 ging Angus wieder nach L.A. und begann, ein zeichnerisches Tagebuch zu führen. Von Januar bis März entstanden so die Los Angeles Drawings, eine Serie von 60, meist genau datierten, Zeichnungen.
Finanziell lebte Angus sein Leben lang in prekären Verhältnissen. Neben diversen anderen Jobs, etwa als Tellerwäscher oder in Saunen, mit denen er seinen Lebensunterhalt bestritt, arbeitete er 1980 bei der großen Picasso-Retrospektive im Museum of Modern Art in New York, was ihm die Möglichkeit bot, die Werke dieses von ihm bewunderten Malers intensiv studieren zu können. Nachdem er noch einmal für zwei Jahre nach Kalifornien zurückgekehrt war, konnte er sich ab 1984 im MoMA etablieren und erhielt nach und nach bessere Positionen, die ihm genügend Zeit für die eigene künstlerische Tätigkeit ließen. Zwischen 1988 und 1989 erhielt Angus, wie viele seiner Freunde, die Diagnose einer HIV-Infektion, die damals noch kaum behandelbar war und einem Todesurteil gleichkam. Er vertraute sich nur seinen Eltern und nahen Freunden an, die ihn unterstützten. Er gab die Arbeit im Museum auf, um sich in der verbleibenden Zeit ganz seiner Kunst widmen zu können, und konnte von den ersten Verkäufen seiner Werke und einem kleinen Sozialfonds leben, den er aufgrund seiner manifest gewordenen AIDS-Erkrankung erhielt.
Angus schuf in dieser Zeit eine große Zahl an Zeichnungen und Gemälden, deren Erfolg ihm zu Lebzeiten weitgehend versagt blieb. Die offene Darstellung schwulen Lebens in all seinen Facetten stand der künstlerischen Anerkennung im Weg. Die beginnenden Verkäufe seiner Werke in der Underground-Szene waren ihm suspekt, da er argwöhnte, dass sie aufgrund der sexuellen Motive gekauft wurden, während die offizielle Kunstszene noch nicht in der Lage war, die künstlerische Qualität seiner Bilder zu erkennen, sondern sich an eben dieser Thematik stieß. Im letzten Lebensjahr konnte Angus dann allerdings drei Einzelausstellungen erleben, in Van Buren County (Arkansas), Santa Barbara und New York und es erschien ein erstes Buch über ihn.

„Ich gebe gar nicht erst vor, die Leute zu verstehen, die sich von meinen Gemälden verletzt fühlen. […] Die Leute vergessen die Macht der Malerei, wenn sie sich immer nur mit den Bildthemen beschäftigen.“

Angus war ebenso überzeugt von seinem eigenen künstlerischen Können wie er unter der fehlenden Anerkennung litt. Kurz bevor er im St. Vincent Hospital in New York starb, fragte er seinen Freund und Förderer Douglas Blair Turnbaugh: „Denkst du, meine Preise werden steigen?“

## Werk und Rezeption
In seinem Werk war Angus beeinflusst von David Hockney, David Park (1911–1960), Henri Matisse, Richard Diebenkorn, Pablo Picasso, Edward Hopper, Thomas Eakins, Giacomo Balla und Giorgio De Chirico. Er wandte sich aber bald von der zu dieser Zeit vorherrschenden abstrakten und minimalistischen Malerei ab und fand in der figurativen Malerei seinen eigenen Stil. Der Dramatiker Robert Patrick bezeichnet ihn als den „Toulouse-Lautrec des Times Square“. Seine Gemälde und Zeichnungen umfassen Porträts von Freunden, Selbstporträts, städtische Szenen, Landschaften, Männer in Parks, in bürgerlich-häuslichem Ambiente sowie in Stripshows, einschlägigen Bars und Badehäusern. Sie zeigen offen und ungeschönt die schwule Lebenswelt, sind handwerklich von hoher malerischer Qualität, farbintensiv, sensibel und oft von tiefer Melancholie durchzogen. Sie stehen in der Tradition des amerikanischen Realismus und seinen Vertretern wie James Whistler, Thomas Eakins und Edward Hopper. Sowohl in den menschenleeren Landschaften als auch in den Szenen des Nachtlebens spiegeln sie menschliche Einsamkeit wider.
Es finden sich Bezüge zur Kunstgeschichte, wie etwa in einer an Manets Frühstück im Grünen erinnernde schwule Menage á trois oder in der Übertragung der Tiere aus Edward Hicks’ Das Königreich des Friedens ins städtische Los Angeles. In Titeln nimmt er Bezug auf berühmte Discosongs, die von Tänzern für ihre Striptease- und Nackttanzeinlagen ausgewählt wurden, wie „I’m only human“, „Boys do fall in love“ oder „Remember the promise you made“ von Diana Ross, Queen, Bobby Brown und Grace Jones.

20 Jahre nach seinem Tod beginnt sich eine Rezeption der Werke Angus’ durchzusetzen, in der die verpönten Bildinhalte nicht mehr die künstlerische Bedeutung seiner Werke in den Hintergrund treten lassen. 

„Seine Kunst erschöpft sich nicht darin, Dokument einer verschwundenen Subkultur zu sein. Sie ist groß in ihrer Kraft, das Wichtigste zu zeigen: Hingabe und Liebe.“

Während die Ausstellungen vor der Jahrtausendwende von Empörung oder dem Aufstellen von Sichtschutzwänden überschattet waren, erfährt das Kunstmuseum Stuttgart für die Einzelausstellung Patrick Angus. Private Show, mit der rund 200 seiner Werke einem breiten Publikum gezeigt werden, deutliche Anerkennung durch die Presse, die die Ablehnung von Angus’ Werk aufgrund der schwulen Thematik in die Vergangenheit zu rücken sucht.

## Ausstellungen (Auswahl)
- 1991 Fine Arts Gallery, Von Buren, Arkansas (Einzelausstellung)
- 1992 Leslie-Lohman Museum of Gay and Lesbian Art, New York (Einzelausstellung)
- 1992 John Pence Gallery, San Francisco (Einzelausstellung)
- 1993 Leslie-Lohman Museum of Gay and Lesbian Art, New York (Einzel- und Gruppenausstellung)
- 1995 Hours For Life Gallery, New York (Gruppenausstellung)
- 1997 Schwules Museum, Berlin (Gruppenausstellung)
- 2006 Neue Gesellschaft für Bildende Kunst, Berlin (Gruppenausstellung)
- 2012 Kymara Galerie, Biddeford, Maine (Gruppenausstellung)
- 2015 Loom Gallery, London (Einzelausstellung)
- 2015/2016 Galerie Thomas Fuchs, Stuttgart (Einzelausstellungen)
- 2017/2018 Kunstmuseum Stuttgart (Einzelausstellung)
- 2018 Museum Bensheim (Einzelausstellung)
- 2019 Long Beach Museum of Art (Einzelausstellung)
- 2020 Staatliche Kunsthalle Baden-Baden (Gruppenausstellung)
- 2021 Bortolami Gallery, New York (Einzelausstellung)

## Film
In dem Film An Englishman in New York ist die freundschaftliche Begegnung mit dem Schriftsteller Quentin Crisp dokumentiert, der seine Malerei schätzte und sich für die Bekanntmachung seiner Werke einsetzte. Angus wird verkörpert von dem Schauspieler Jonathan Tucker. Der Film zeigt mehrere der Werke Angus’ und machte sie damit einer größeren Öffentlichkeit bekannt.